# Valéria Pires Franco
Valéria Vinagre Pires Franco (née à Belém le 9 septembre 1969) est une journaliste et femme politique brésilienne du Pará. Elle est mariée à l'homme politique Vic Pires Franco,. 

## Biographie
Elle a présenté des programmes télévisés dans les années 80 aux côtés de son mari. Affilié au PFL de l'époque, elle a été élue vice-gouverneure du Pará en 2002 sur la liste de Simão Jatene.  .    